# 茨韋瑟爾貝格
茨韦瑟尔贝格（德語：Zwieselberg）是瑞士联邦伯尔尼州图恩区的市镇。该市镇面积为2.45平方千米，海拔高度660米，2018年12月31日人口数为332。